# Neolucanus Parryi
Neolucanus Parryi is een keversoort uit de familie vliegende herten (Lucanidae). De wetenschappelijke naam van de soort is voor het eerst geldig gepubliceerd in 1885 door Leuthner.

## Galerij

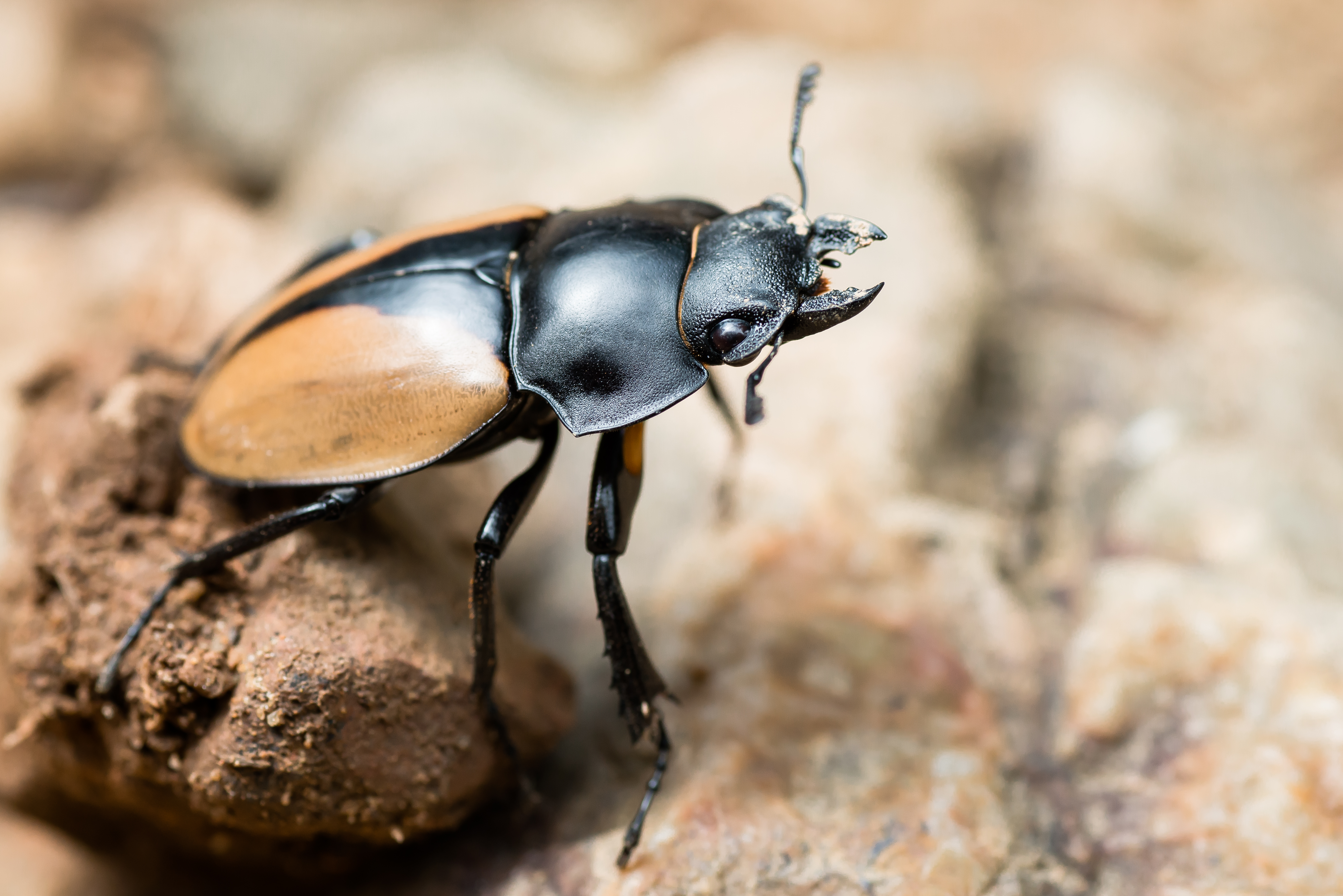
Neolucanus parryi - Kaeng Krachan National Park, Thailand.